# Andrew York
Andrew York, född 1958, är en amerikansk klassisk gitarrist och kompositör. Andrew Yorks kompositioner har genom åren blivit mycket uppskattade, särskilt efter att John Williams spelade in Lullaby och Jubilation/Sunburst. York var medlem i Los Angeles Guitar Quartet från 1990 till 2006.